# Fortifikation Hauenstein

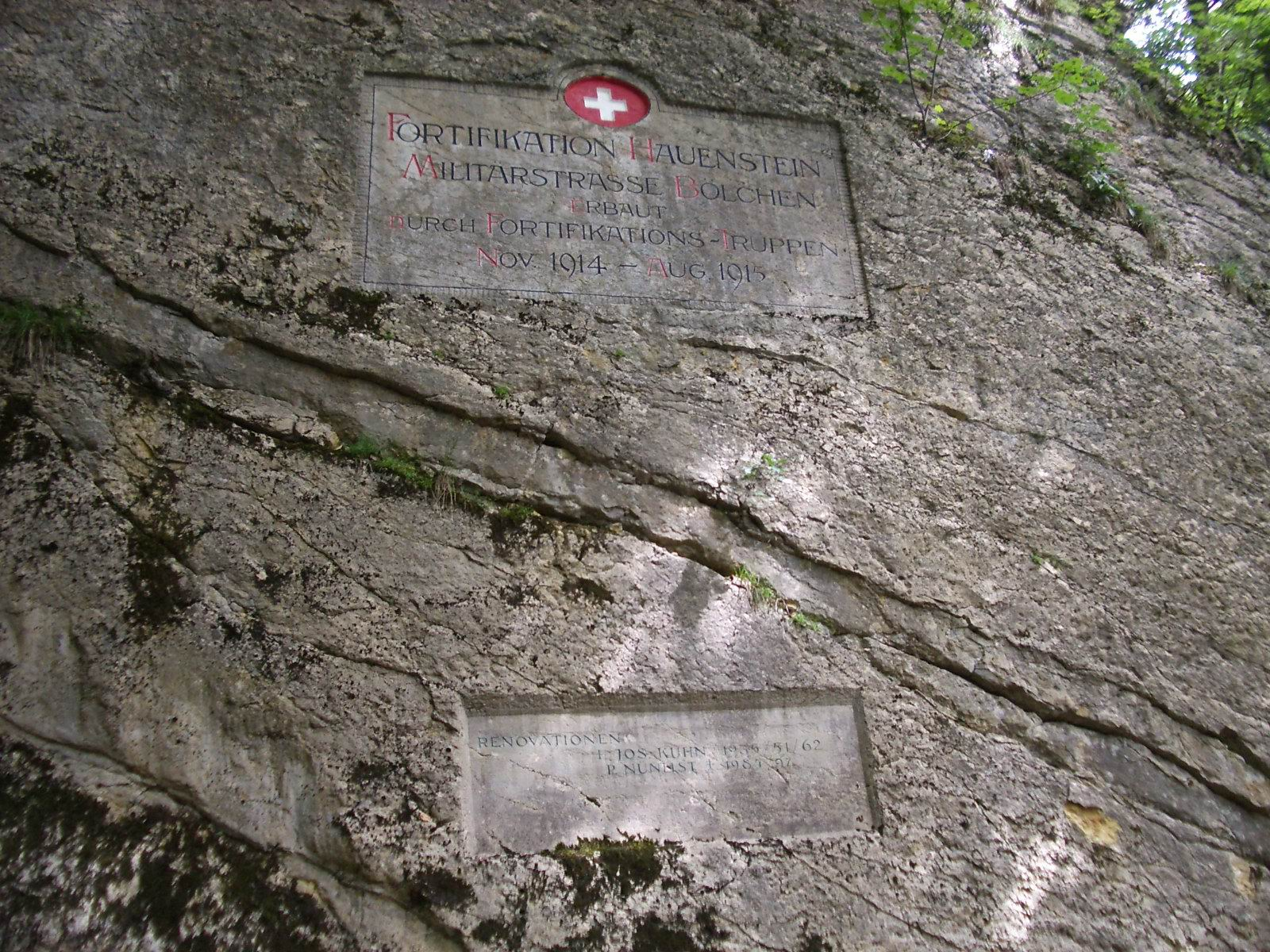
Fortifikation Hauenstein

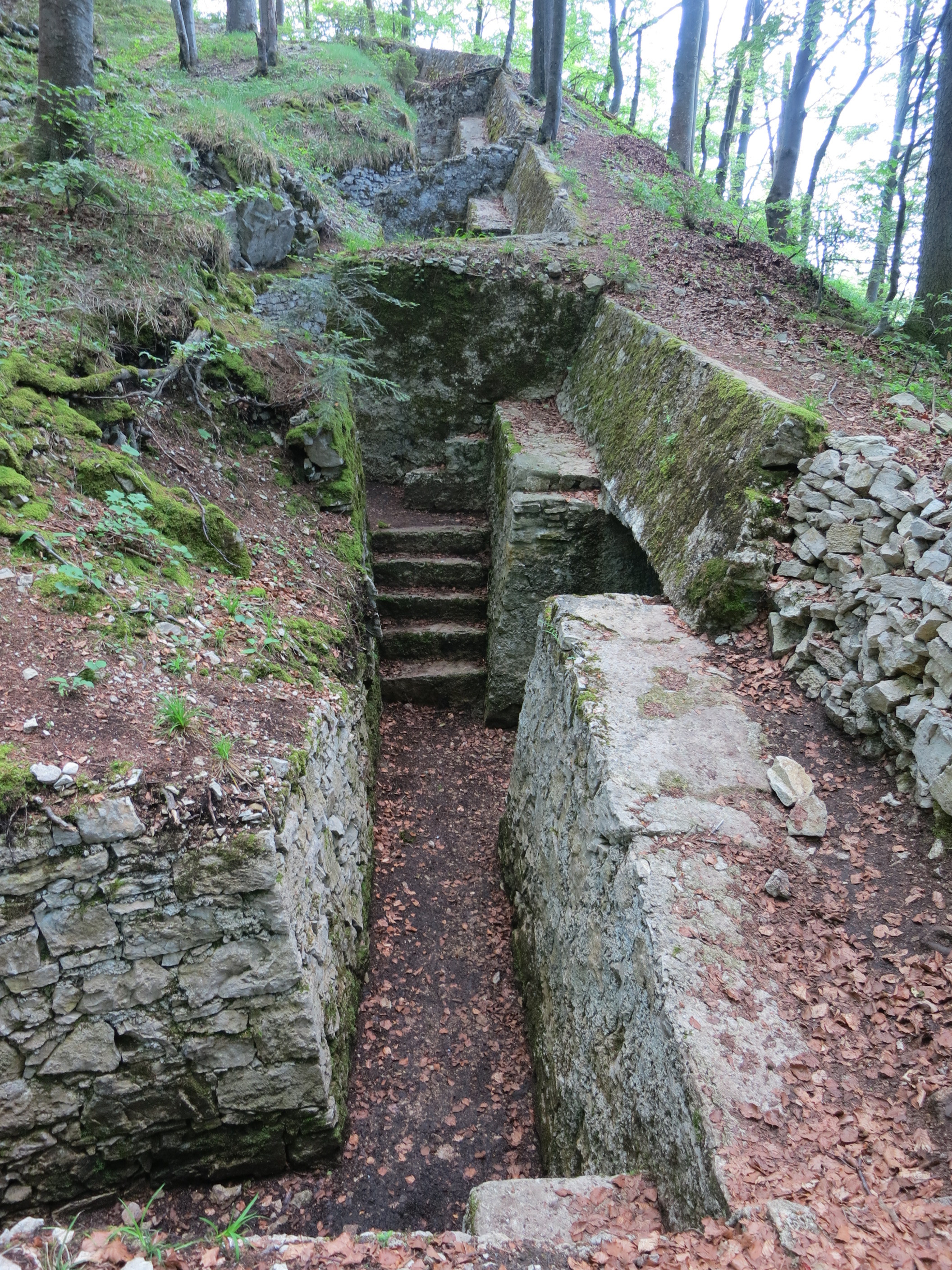
Schützengraben Spitzenflüeli (2012)

Schützengraben Spitzenflüeli (1914–1918)

Die Fortifikation Hauenstein bildete neben der Fortifikation Murten und der Fortifikation Bellinzona die wichtigste Verteidigungslinie der Schweizer Armee im Ersten Weltkrieg. Sie sollte das schweizerische Mittelland gegen einen Angriff aus Nordwesten sichern.

## Lage
Die 48 Kilometer lange Front lag auf den Jurahöhen im Gebiet der beiden Jurapässe Unterer Hauenstein, Oberer Hauenstein und acht weiteren Übergängen. Die 66 Schützengräben bildeten – von der Aare ausgehend – auf der folgenden Linie einen halbkreisförmigen Brückenkopf nördlich von Olten:
Boningen an der Aare⊙– Kappel ⊙– Hägendorf⊙– Eggberg⊙ – Unterwald⊙ – Allerheiligenberg⊙ – Gwidemfluh 1071 m ü. M.⊙ – Düreggsattel – Chilchzimmersattel 991 m ü. M.⊙ – Schattenberg – Spitzenflüeli 1037 m ü. M.⊙ – Schellenberg – Lauchfluh 1042 m ü. M.⊙ – Unter Lind – Wallburgstüel⊙ – Wengen – Eptingen ⊙ – Walten 912 m ü. M.⊙  – Läufelfingen ⊙  – Wisenberg 1002 m ü. M.⊙ – Bad Ramsach⊙ – Geisshörnli⊙ – Blattenrain – Isenfluh 835 m ü. M.⊙ – Burgflue 935 m ü. M.⊙ – Dottenberg 938 m ü. M.
⊙ – Lostorf⊙ – Eihübel⊙– Eibach⊙ – Obergösgen an der Aare⊙.
Die Feuerlinie mit Verbindungsgräben war über 27 Kilometer lang. Es gab offene und gedeckte Stellungen für 126 Geschütze und acht Telefonzentralen.

## Geschichte
Nach der Wahl zum Generalstabschef der Schweizer Armee nahm Theophil Sprecher von Bernegg 1906 wegen der zunehmenden Spannungen in Europa eine Beurteilung der Bedrohungslage für die Schweiz vor, wobei er zu folgenden Schlüssen kam: Deutschland würde von sich aus kein schweizerisches Gebiet verletzen, während Frankreich im Kriegsfall mit Deutschland durch die Schweiz die unbefestigte deutsche Südfront angreifen könnte. Aufgrund dieser Analyse erarbeiteten Ingenieuroffiziere detaillierte Pläne für die Schlüsselräume West (Sperrstellung Fortifikation Murten) und Nord (Brückenkopf Olten mit der Fortifikation Hauenstein), die bis zum Kriegsbeginn 1914 bereit waren. Oberstdivisionär Heinrich Schiess war Kommandant der Fortifikation Hauenstein von 1914 bis 1916.
Nach dem Krieg stellte sich heraus, dass die französische Armee im Dezember 1915 einen «Plan H» (H = Helvétie) mit einer Stossrichtung durch die Schweiz Richtung Süddeutschland entwickelt hatte.

## Operative Funktionen
Die Fortifikation Hauenstein musste einen Brückenkopf gegen Norden bilden, um den Bahnknotenpunkt Olten und die Brücken im Raum Olten (Nord-Süd-Bedrohung) zu schützen sowie den Eckpfeiler Nord der Armeestellung Hauenstein-Napf quer durch das Mittelland (Ost-West-Bedrohung) bilden. Der Entwurf des Geniechefs der Armee vom August 1914 sah zur nachhaltigen Verteidigung für die Fortifikation Hauenstein 30 Infanterie-Bataillone und 4–5 Fussbatterien, 2–3 Haubitzenbatterien und 18–24 Feldbatterien mit total 96–128 Geschützen vor.

## Vorbereitung der Stellungen
Sofort nach der allgemeinen Mobilmachung vom 3. August 1914 begannen Tausende von Wehrmänner aufgrund der vorbereiteten Pläne im 24-Stunden-Betrieb mit dem Bau von 26 Kilometern Militärstrassen. Die wichtigsten dieser Versorgungsstrassen lagen am Wisenberg (Winznau bis Bad Ramsach) und an der Belchenflue (Nord- und Südstrasse Trimbach SO bis Gwidenfluh). Zwischen der Gwidemfluh und der Aare wurden 8 km Schützengräben gebaut. Dazu kamen rund 500 Tief- und Hochbauarbeiten für Scheinwerferpositionen, Kommandoposten, Telefonleitungen, Munitionslager, Geniedepots, Reservoirs und Wasserleitungen, Unterkünfte sowie Stallungen und Zerstörungsmassnahmen für die Oltner Brücken und den Hauenstein-Eisenbahntunnel. Für 50'000 im Verteidigungsraum wohnende Personen wurden Evakuationspläne erstellt. Der Aussichtspunkt Belchenflue wurde als Beobachtungsposten auf die heutige Form zurechtgesprengt.
Von August bis Mitte November 1914 waren die Infanteriewerke, die Fuss- und Feldbatteriestellungen im feldmässigen Grobausbau in den drei Gruppenstützpunkten vollendet und gefechtsbereit. Bis im August 1917 waren alle wichtigen Arbeiten mit 39 Kasematten (Bunker) beendet.
Ein grosser Teil der Schweizer Armee war am Hauenstein im Einsatz, wovon heute noch die entlang der neuen Belchen-Südstrasse erstellten Kantonswappen der Truppen zeugen. Für alle diese Bauobjekte leisteten die Milizsoldaten zwei Millionen Arbeitsstunden. Es wurde rund um die Uhr im Dreischichtbetrieb gearbeitet, wobei eine Schicht aus acht Stunden plus Hin- und Rückweg bestand. Für den Bau wurden 14'000 Mann und 1'100 Pferde eingesetzt. Diese wären bei einem Angriff auf 42'500 Mann und 6'500 Pferde aufgestockt worden.

### Abschnitt Chilchzimmersattel

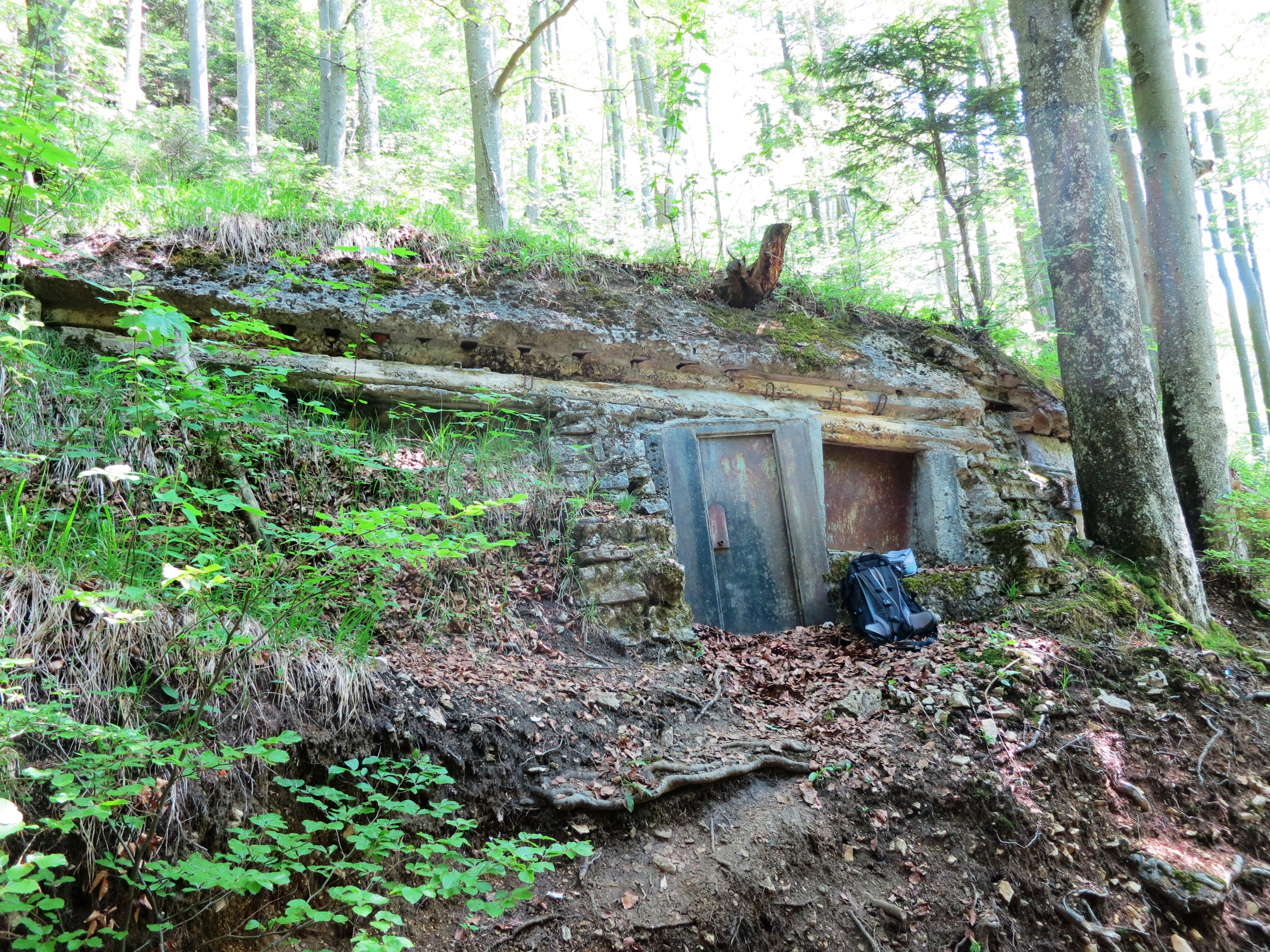
Bunker Chilchzimmerweid
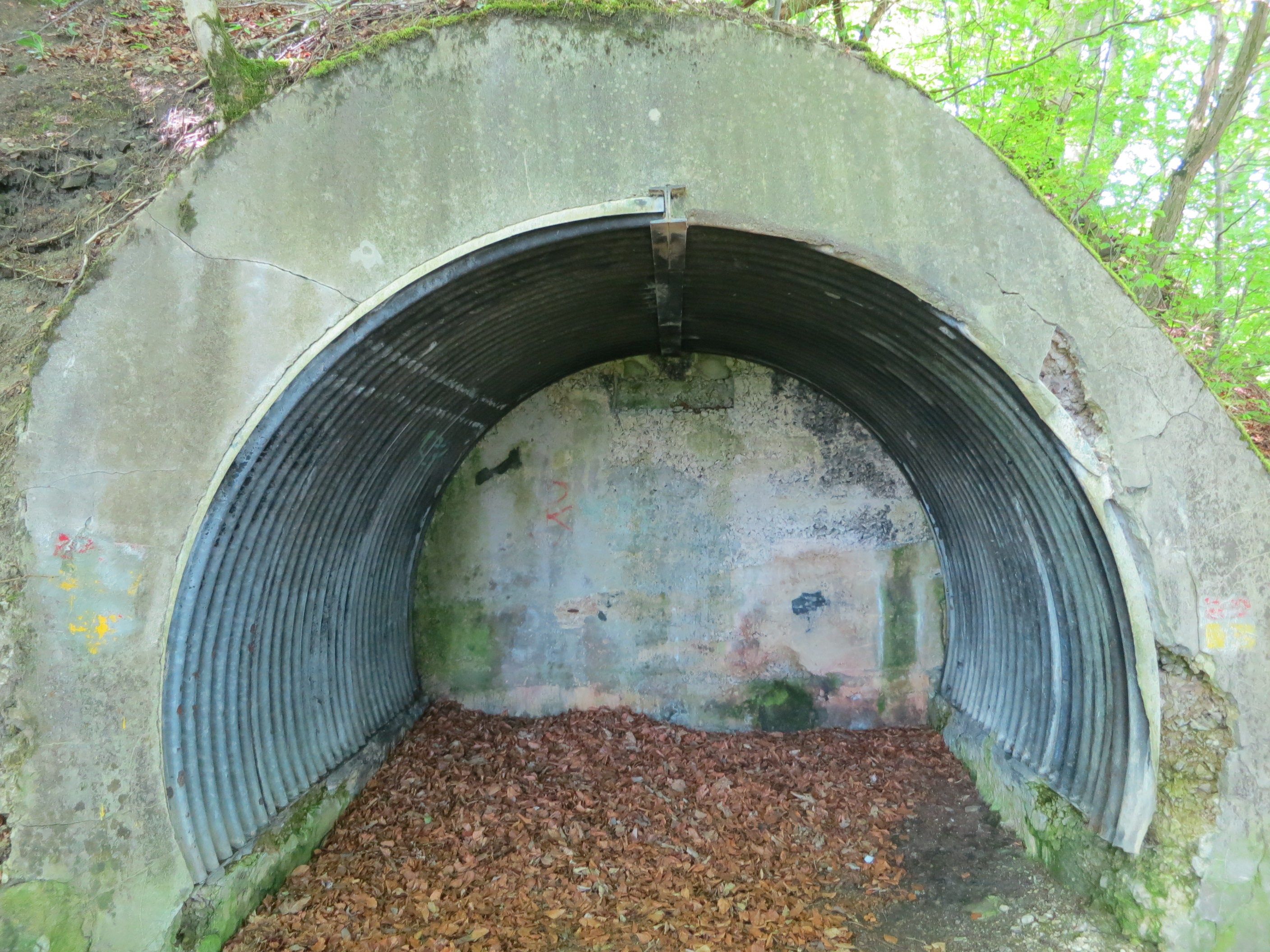
Telefonzentrale Chilchzimmersattel
Artillerie-Batteriestellung Chilchzimmer
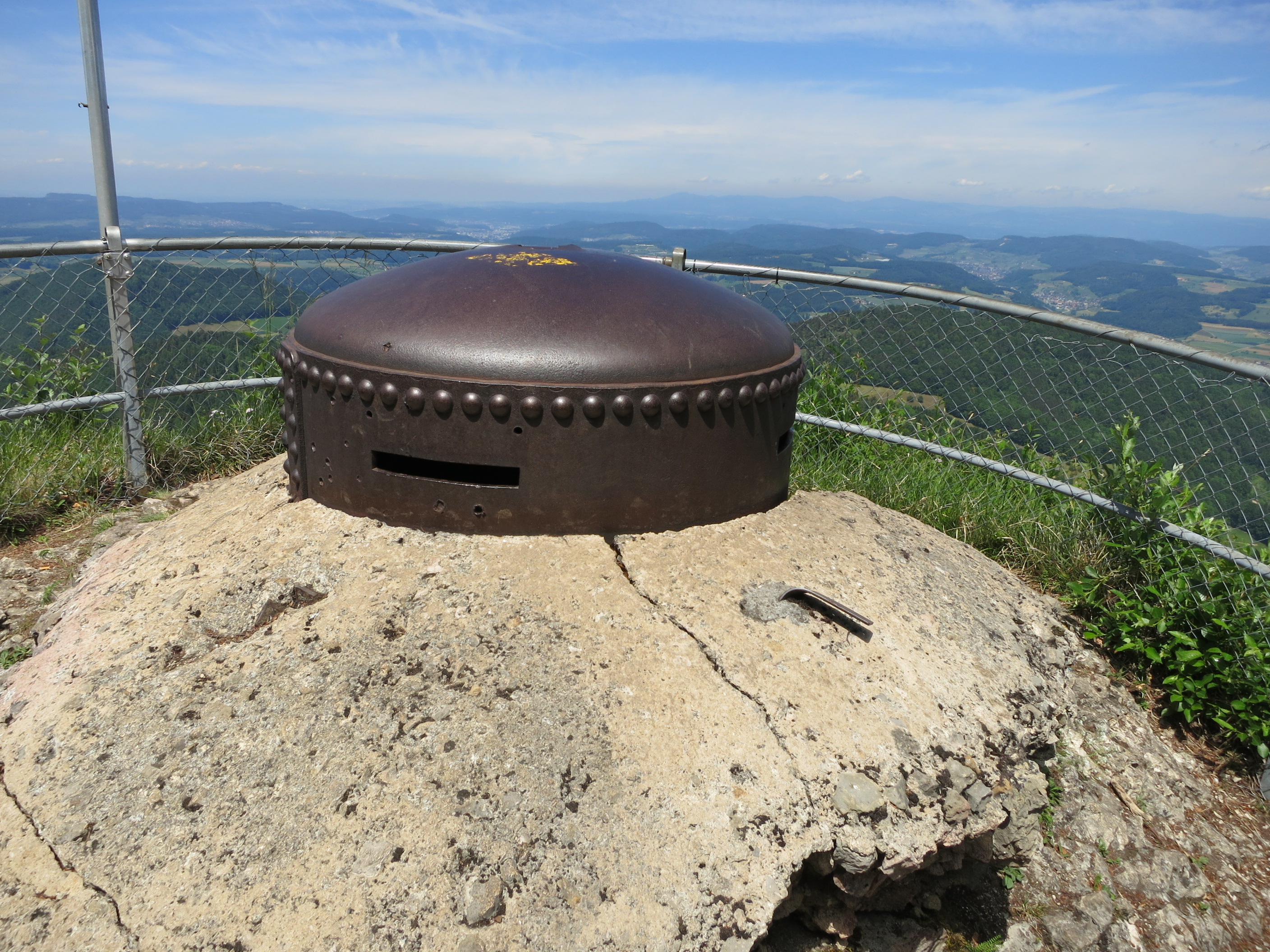
Beobachtungsposten Lauchflue
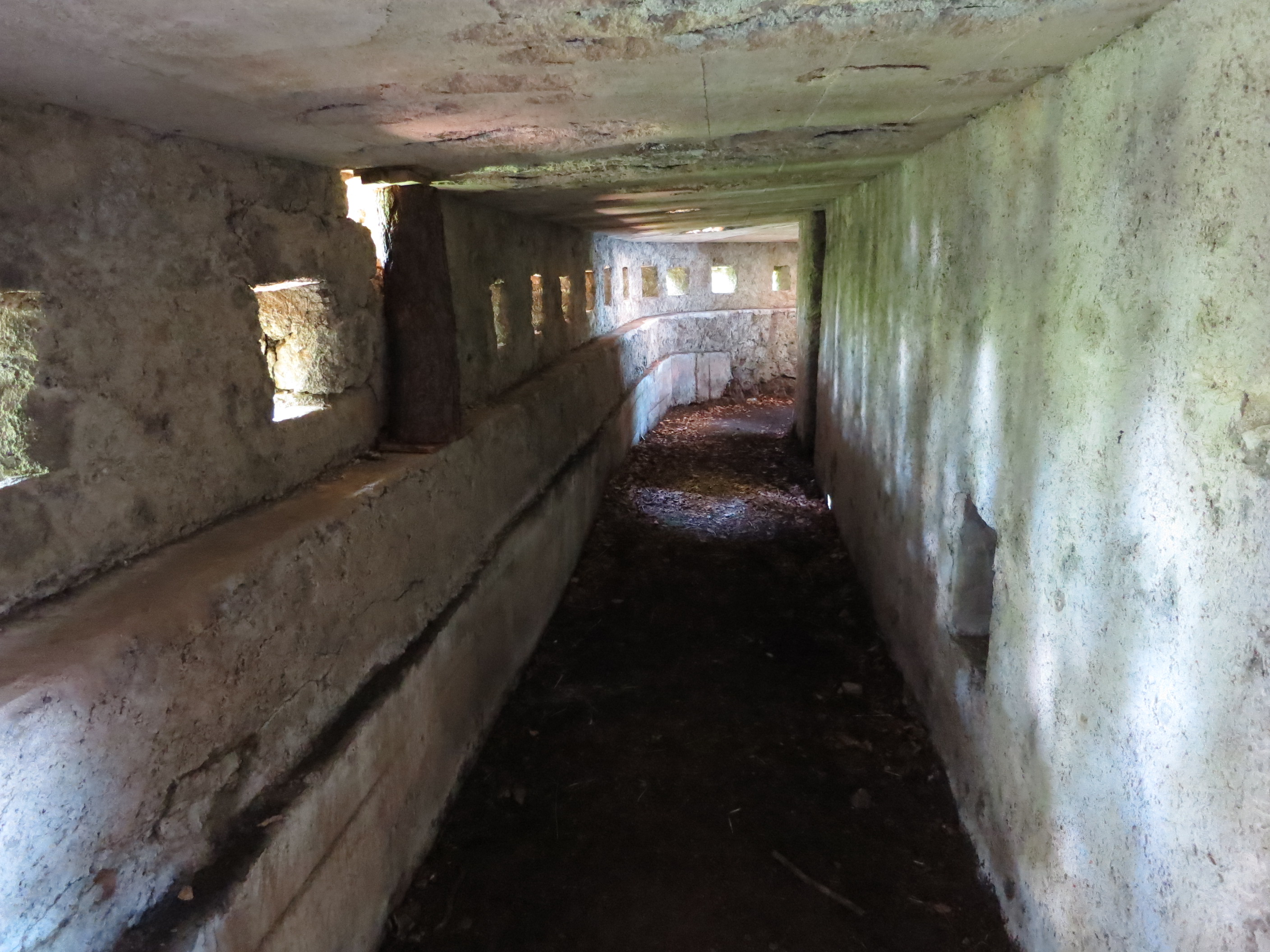
Beobachtungsposten Lauchflue, Schützengalerie
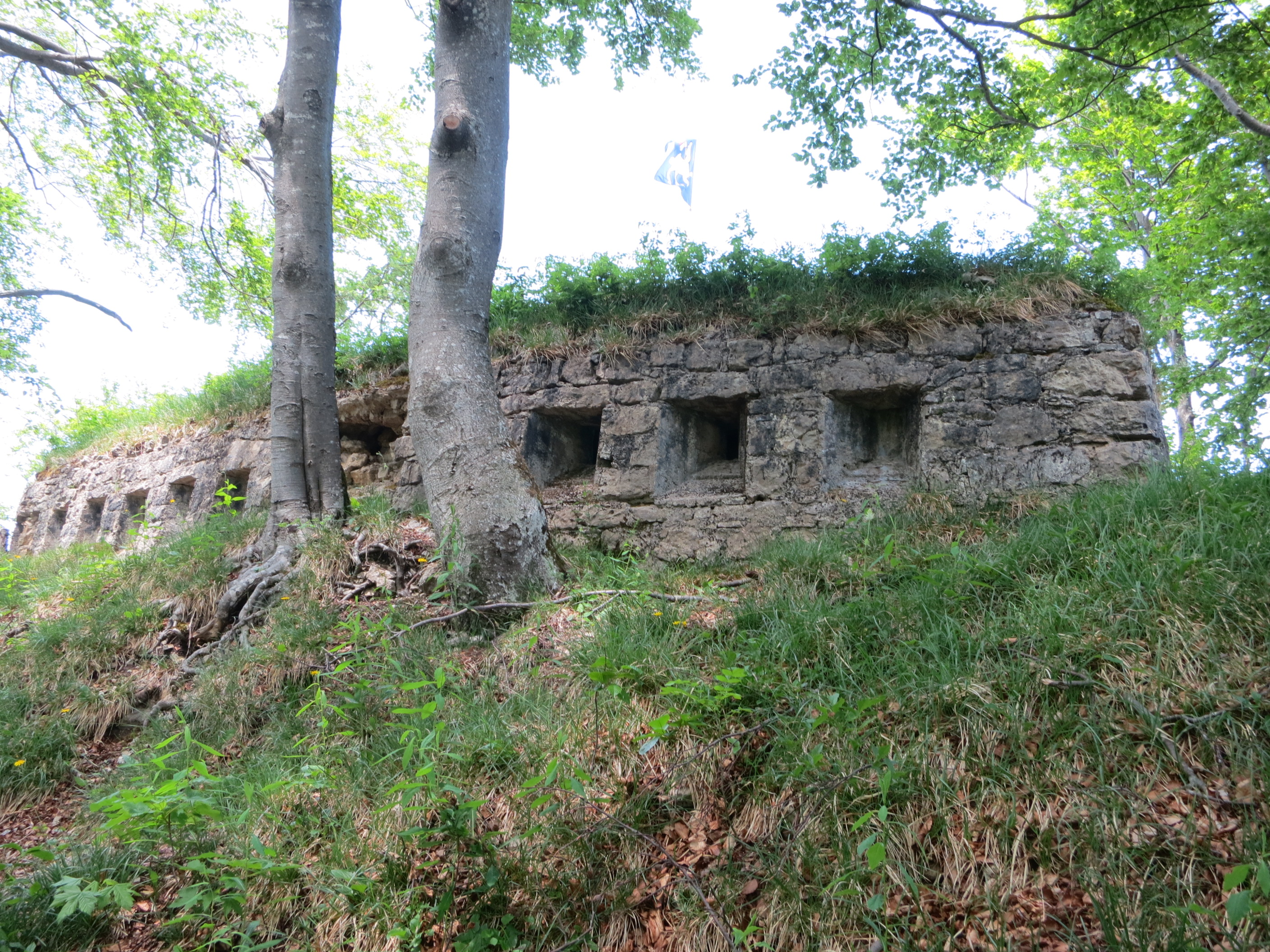
Schützengalerie Lauchflue

### Abschnitt Belchenflue

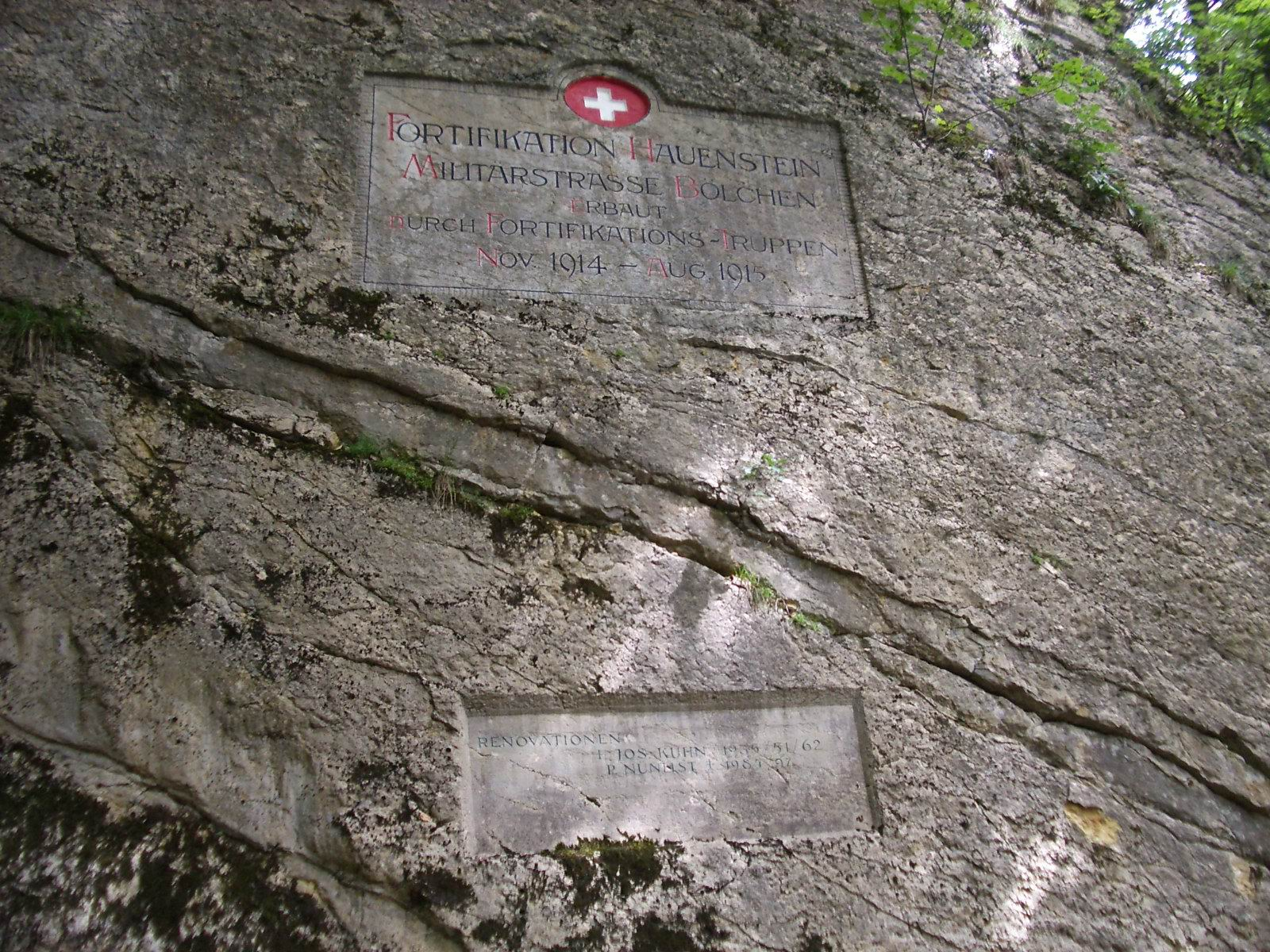
Militärstrasse zur Belchenflue, 1914–15 erbaut
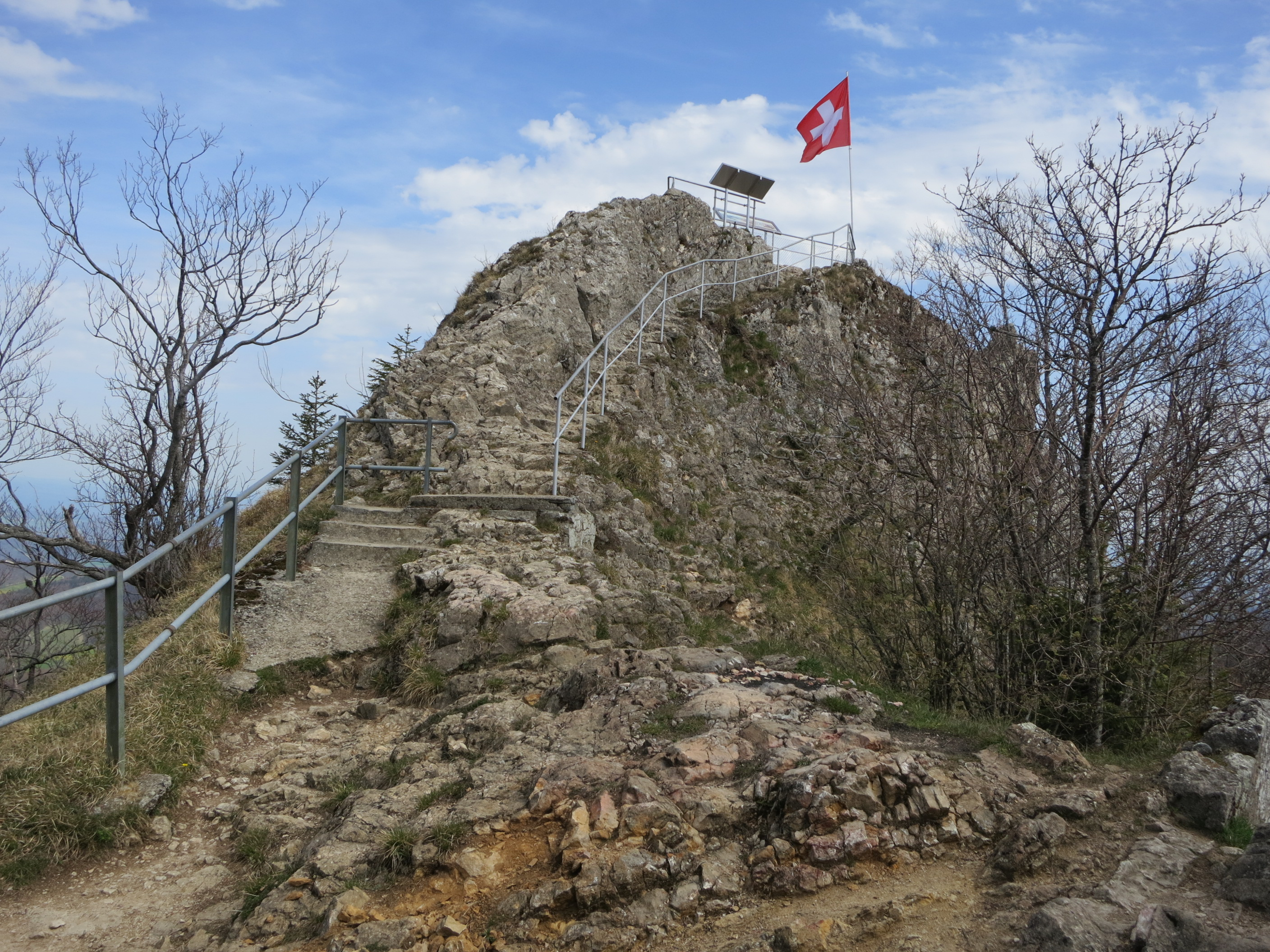
Beobachtungsposten Belchenflue
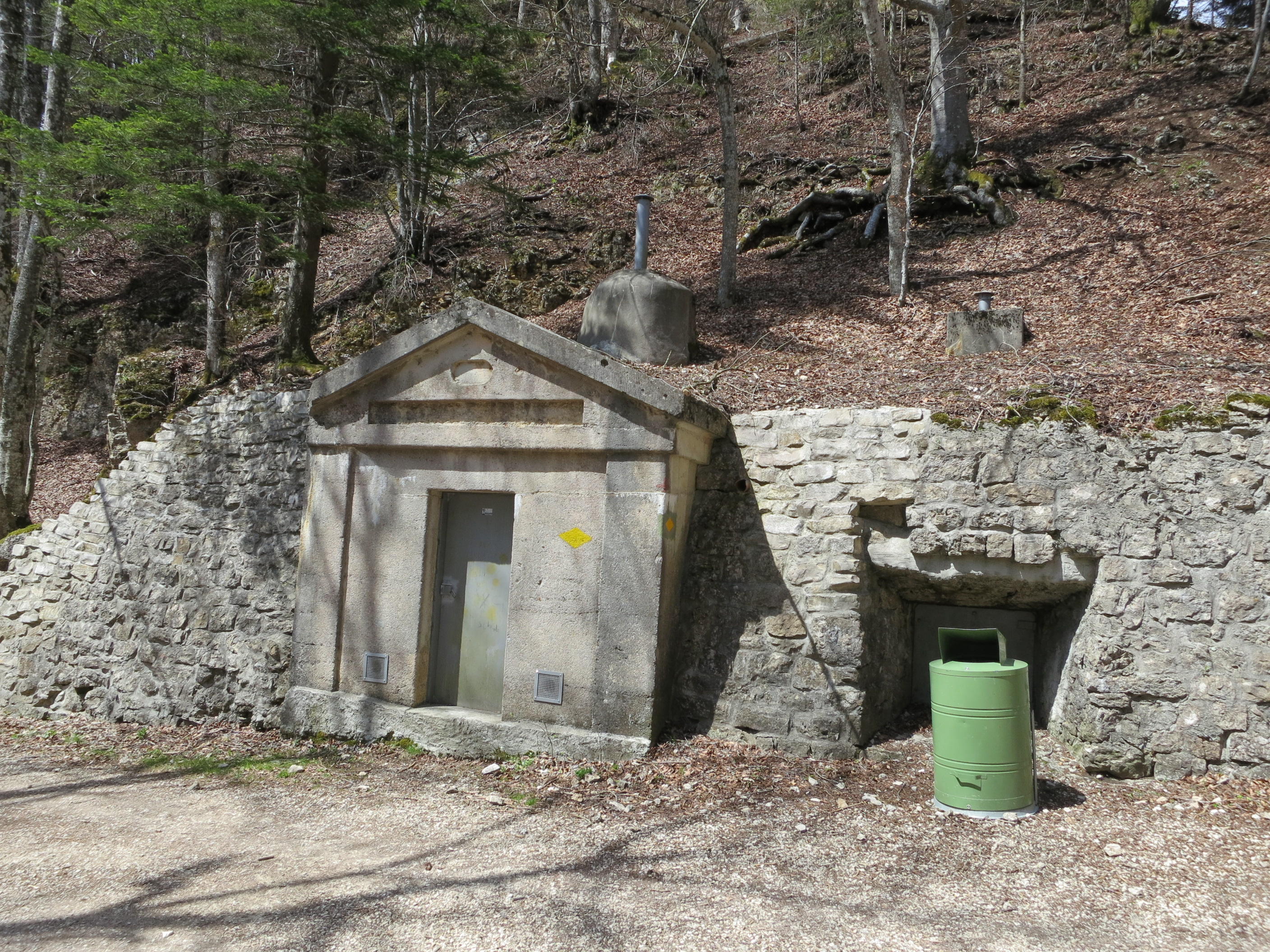
Wasserreservoir Belchenflue, Erster Weltkrieg
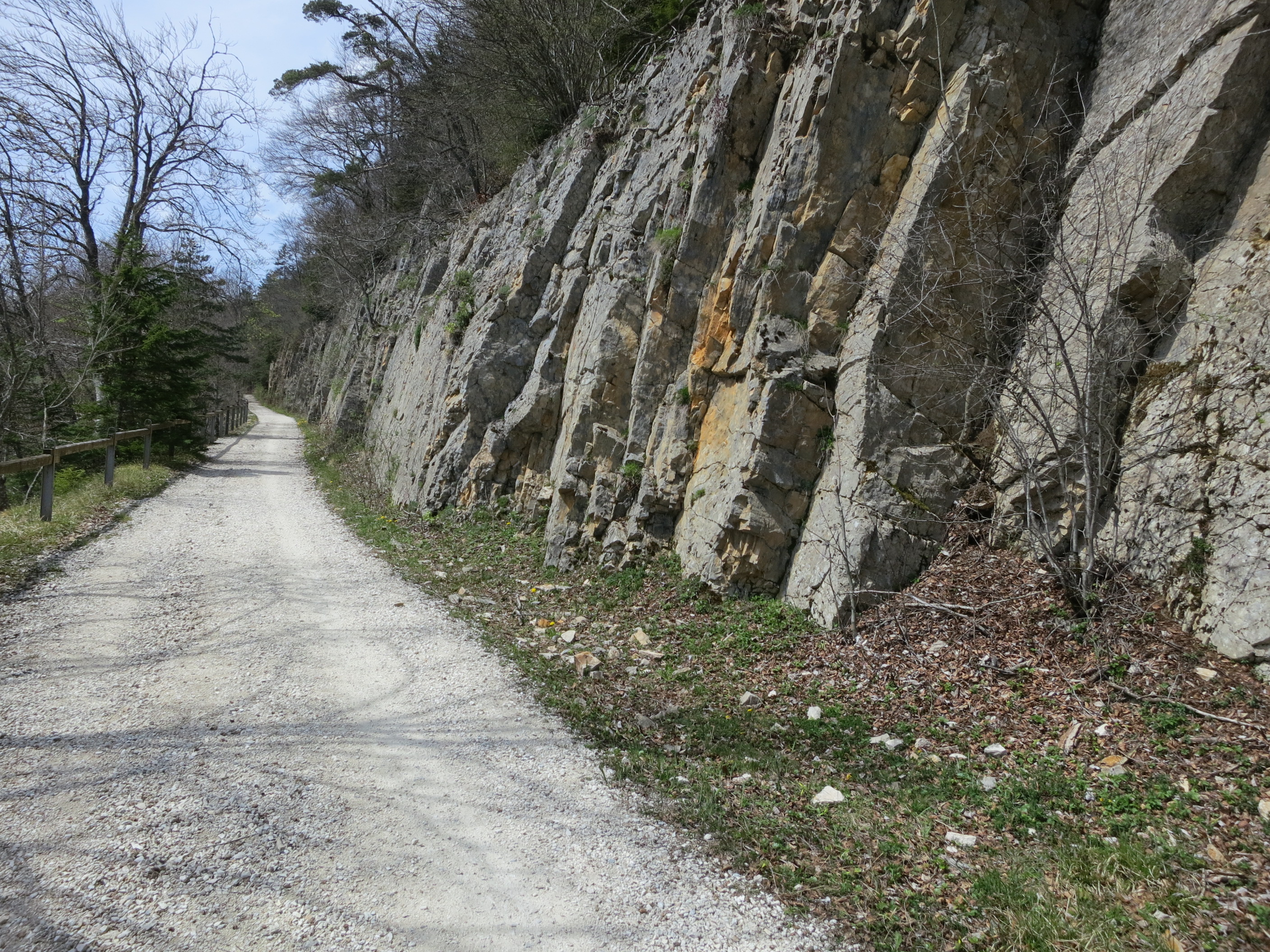
Militärstrasse Belchen Süd
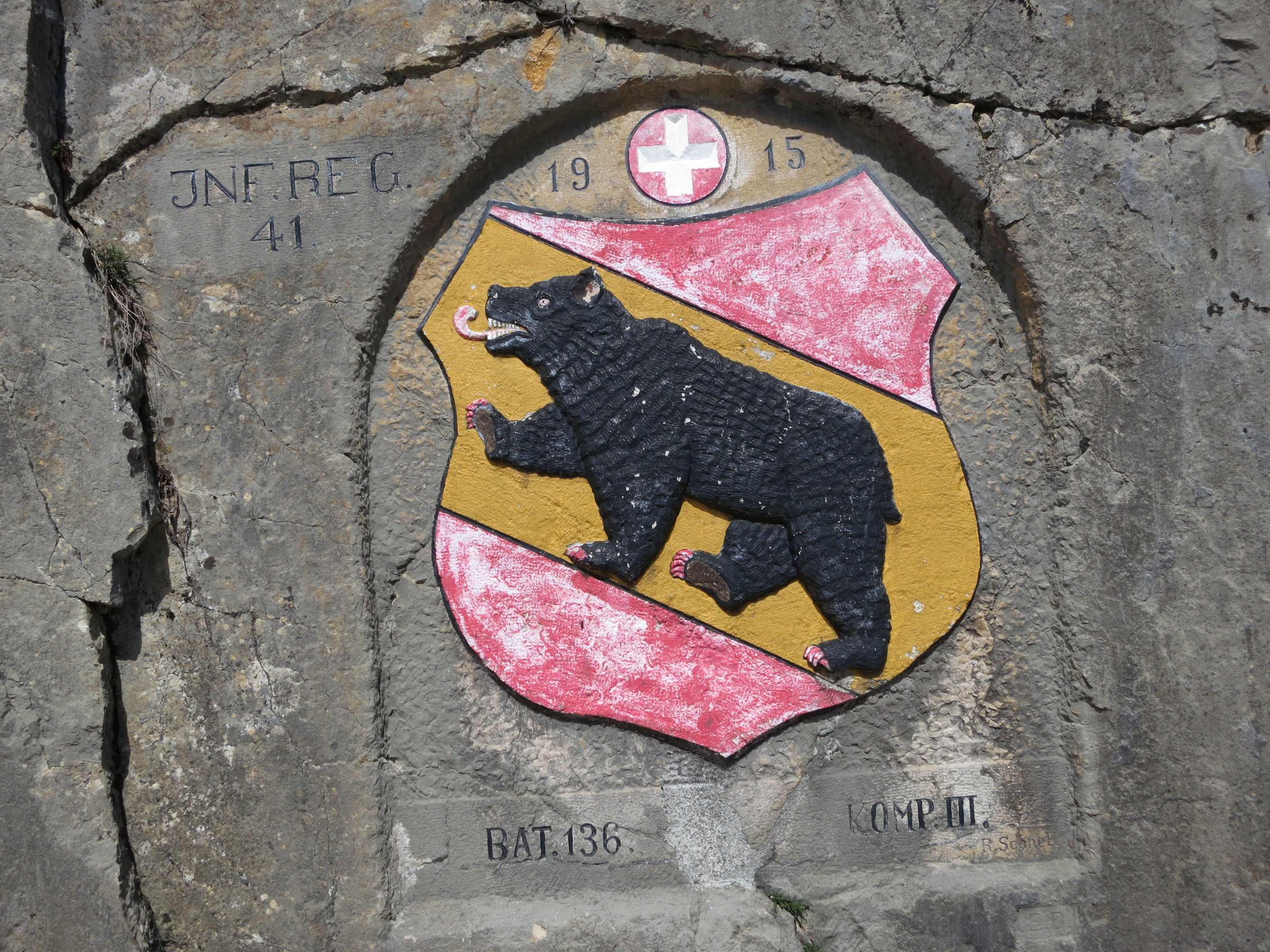
Wappen der Berner Truppen an der Militärstrasse
Artilleriestellungen Obere und Untere Hupp

## Zweiter Weltkrieg
Im Zweiten Weltkrieg wurden im Raum der Fortifikation Hauenstein (Sperrstelle Unter Hauenstein) und der Grenzbrigade 4 neue Befestigungen gebaut, die als vorgeschobene Stellung zuerst der Limmatstellung und später des Reduit Teil der gestaffelten Verteidigungsbefestigungen waren, die aus neutralitätspolitischen Gründen mit den Grenzbefestigungen an der Schweizer Grenze begannen.

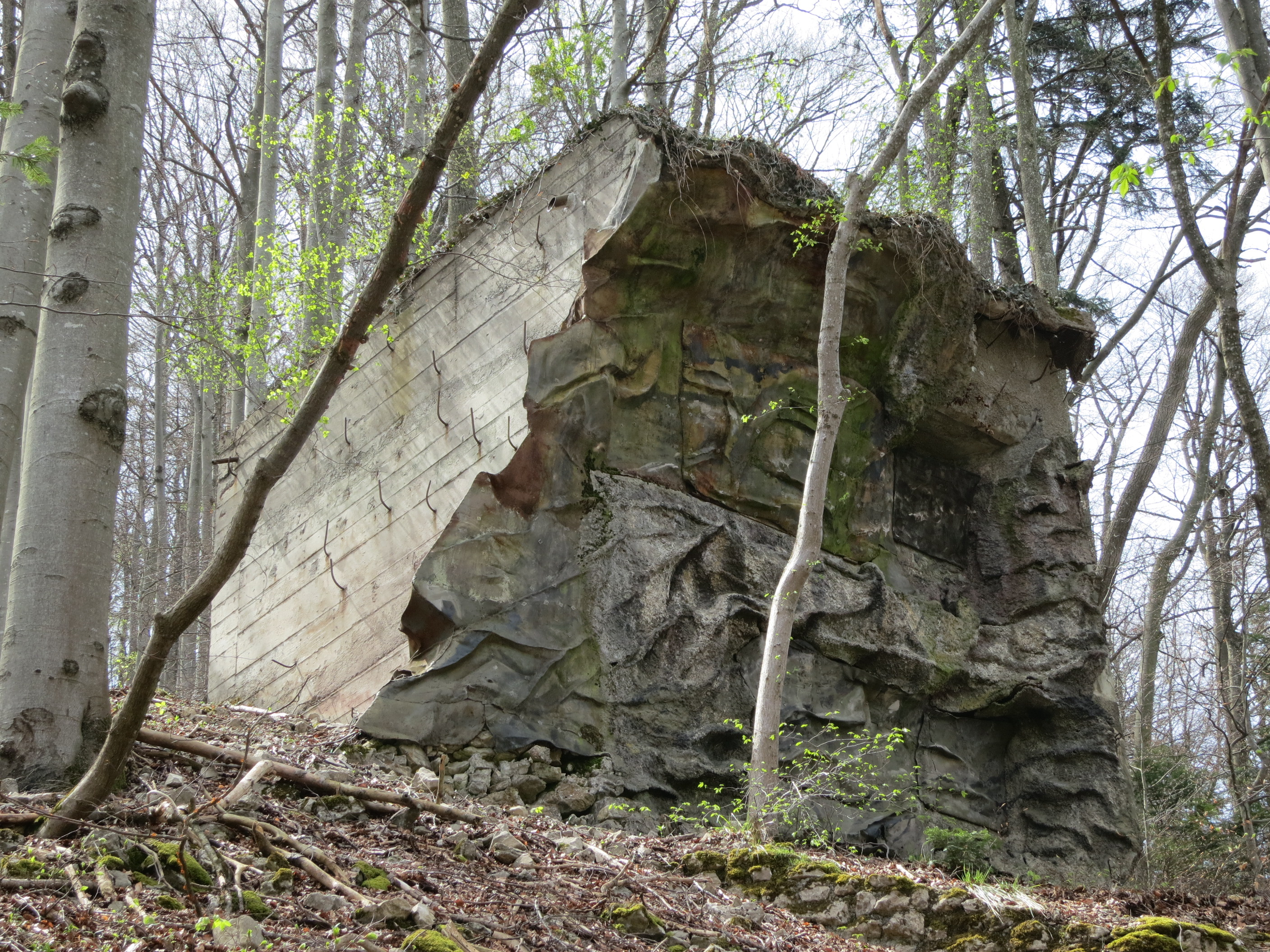
Bunker Challhöchi
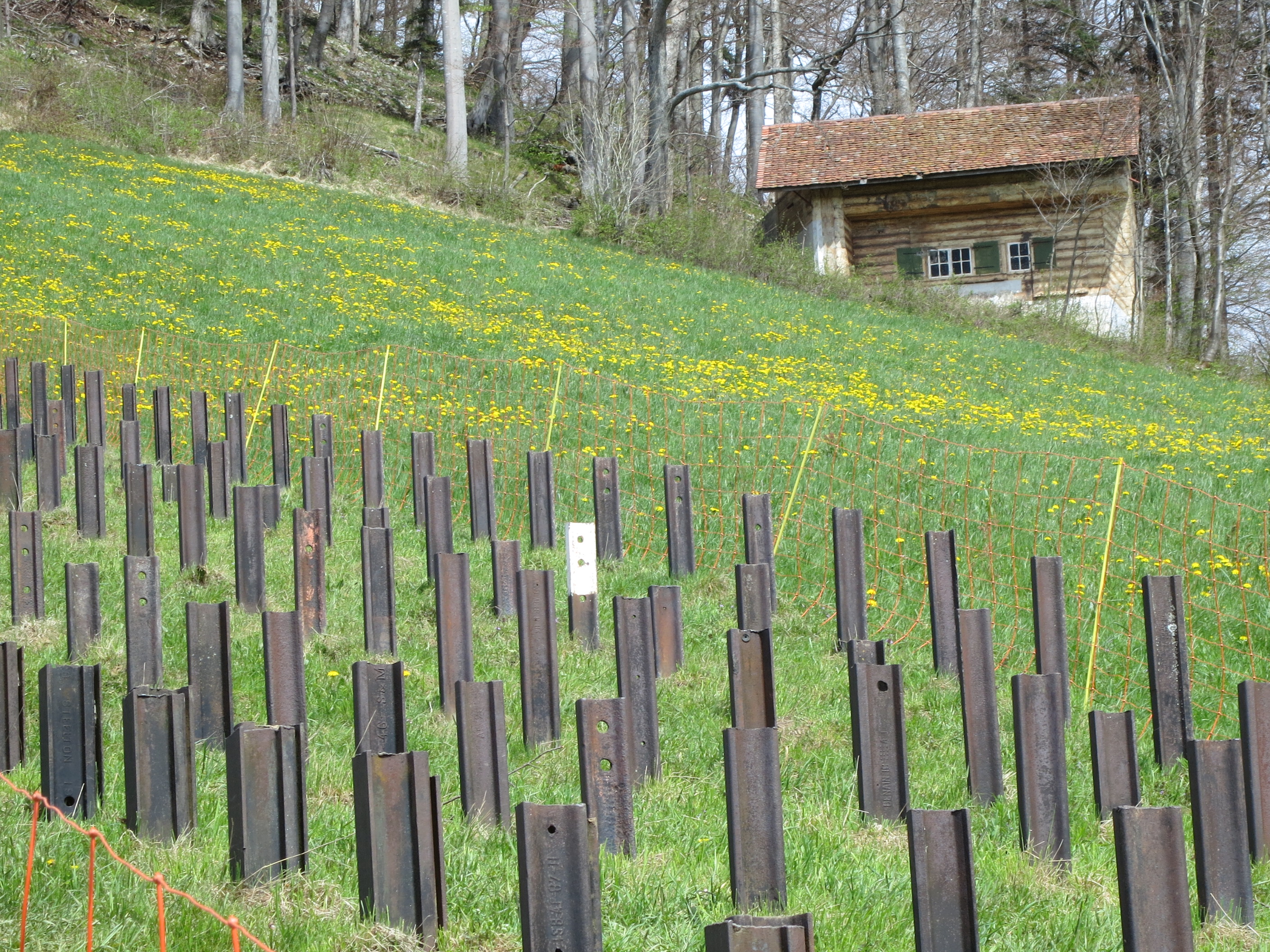
Bunker Rüeblikeller von 1943

## Verein Fortifikation Hauenstein
Historiker, Tourismusspezialisten, Medienschaffende und Politiker haben am 11. Februar 2021 den «Verein Fortifikation Hauenstein» gegründet. Der Verein hat ein Projekt zur Rettung der Fortifikation lanciert, damit die Befestigungsanlagen dokumentiert, unter Schutz gestellt und instand gesetzt werden. Sie sollen für die breite Bevölkerung und für Schulklassen als Mahnmal sichtbar und erlebbar bleiben. Ein parlamentarischer Vorstoss verlangt vom Regierungsrat des Kantons Basel-Landschaft die Unterschutzstellung der Fortifikation Hauenstein mit der Aufnahme ins Schweizerische Inventar der Kulturgüter von nationaler Bedeutung (A-Objekt).